# Veia homopteroides
Veia homopteroides är en fjärilsart som beskrevs av Walker 1864. Veia homopteroides ingår i släktet Veia och familjen nattflyn. Inga underarter finns listade i Catalogue of Life.